# Петър Веляновски
Петър Веляновски (на македонска литературна норма: Петар Велјановски) е актьор и режисьор от Социалистическа република Македония.

## Биография
Роден е в 1905 година. В 1923 година става член на пътуващата трупа на Тихомир Динулович. В 1926 година става член на Народния театър в Битоля. В 1932 година става член на пролупрофесионалния театър „Добро поле“ в Битоля.
Веляновски е един от основателите на Битолския народен театър и участва в първия състав на театъра, в който е единственият професионален актьор. Играе в театъра до 1952 година. След това играе в Прилепския народен театър. В 1959 година отново се връща на битолска сцена. В 1965 година се пенсионира, но продължава да играе.
Сред ролите му са Василий II в „Ивац“ от Стеван Таневски (1959), Йордан в „Печалбари“ от Антон Панов (1965), Жером в „Магаре“ от Жорж Фейдо (1966), Медведеев в „На дъното“ от Максим Горки (1966) и други. Като режисьор Веляновски поставя „Кална топка“ (1950) и „Златната рибка“ от Александър Пушкин (1950).
Умира в 1957 година.

## Филмография
| Година | Име         | Име        | Роля |
| ------ | ----------- | ---------- | ---- |
| 1952   | „Фросина“   | „Фросина“  |      |
| 1958   | „Мис Стоун“ | „Мис Стон“ |      |